# Giara di Siddi
Giara di Siddi este o arie protejată (arie de protecție specială avifaunistică — SPA) din Italia întinsă pe o suprafață de 960 ha, integral pe uscat.

## Localizare
Centrul sitului Giara di Siddi este situat la coordonatele 39°40′33″N 8°52′37″E / 39.675834°N 8.876824°E.

## Înființare
Situl Giara di Siddi a fost declarat arie de protecție specială avifaunistică în iulie 2009 pentru a proteja 11 specii de animale.

## Biodiversitate
Situată în ecoregiunea mediteraneană, aria protejată conține 5 habitate naturale: Iazuri temporare mediteraneene, Pseudostepă cu ierburi și specii anuale de Thero-Brachypodietea, Tufărișuri termo-mediteraneene și de pre-deșert, Păduri de Quercus ilex și Quercus rotundifolia, Galerii și tufărișuri riverane sudice (Nerio-Tamaricetea și Securinegion tinctoriae).
La baza desemnării sitului se află mai multe specii protejate:
- păsări (9): Alectoris barbara, fâsă-de-câmp (Anthus campestris), pasărea ogorului (Burhinus oedicnemus), ciocârlie-cu-degete-scurte (Calandrella brachydactyla), caprimulg (Caprimulgus europaeus), erete de stuf (Circus aeruginosus), ciocârlie de pădure (Lullula arborea), Sylvia sarda, silvie de tufiș (Sylvia undata)
- amfibieni (1): Discoglossus sardus
- nevertebrate (1): Papilio hospiton

Pe lângă speciile protejate, pe teritoriul sitului au mai fost identificate 4 specii de plante, 49 de specii de păsări.